# Ana Guevara
Ana Gabriela Guevara Espinoza (Nogales, 4 de março de 1977) é uma ex-atleta mexicana especialista na prova dos 400 metros. Ela considera-se uma pessoa dotada de habilidades extraordinárias por ter conquistado o recorde mundial de 35,30 segundos em 3 de maio de 2003 nos 300 metros rasos, o qual ainda não foi superado.
Foi candidata do PRD a Chefa Delegacional pela Delegação Miguel Hidalgo do Distrito Federal nas eleições de 2009.

## Carreira desportiva
Ganhou sua primera medalha nos Jogos Pan-Americanos de 1999, no Canadá. Nos Jogos Olímpicos de Sidney, obteve o quinto lugar. Depois, ela venceu 28 corridas internacionais consecutivamente.
Em 1 de julho de 2000, na Cidade do México, no estádio da Cidade Universitária, ultrapassou a mítica barreira dos 50 segundos ao marcar 49.70 segundos, o que significa correr a uma velocidade média de oito metros a cada segundo. Foi sua primeira marca de qualidade mundial.
Em 27 de agosto de 2003, quebrou sue recorde pessoal nos 400 metros ao fazê-los em 48,89 segundos, em Paris.
Em 2002, ganhou a Liga de Ouro, organizada pela Associação Internacional de Federações de Atletismo (IAAF).
Guevara ganhou nos Jogos Olímpicos de Atenas em 2004, a medalha de prata na final do 400 metros, além do bronze no Campeonato Mundial de Atletismo de 2005.
Ao ganhar a medalha de ouro nos Jogos Pan-Americanos de 2007 na prova do 400 metros rasos, ela tornou-se a primeira mulher na história a ganhar três vezes o título continental americano e contribuiu com sua participação na disputa do revezamento 4x400 metros liderando a equipe feminia mexicana, a qual terminou com a conquista da medalha de prata.
Ana Guevara foi treinada durante sua vida vitoriosa esportiva, em torno de doze anos, pelo treinador e preparador cubano Raúl Barreda.